# 胡安·安东尼奥·萨马兰奇
第一代萨马兰奇侯爵胡安·安東尼奧·薩馬蘭奇·托雷略（加泰隆尼亞語發音：[ʒuˈan ənˈtɔni səməˈɾaŋ]；1920年7月17日—2010年4月21日），西班牙體育官員，從1980年至2001年擔任第7任國際奧林匹克委員會主席。

## 生平

### 早年
薩馬蘭奇出生於西班牙加泰隆尼亞巴塞罗那伊伦大街28号，一個經營紡織業的富裕家庭。童年時，他是一名熱衷旱冰球的球員，年輕時組織過旱冰球隊。薩馬蘭奇也是一名公開的主業會會員。在西班牙內戰期間，他在1938年在他18歲時被徵召進共和國部隊，擔任一名醫療勤務兵。然而，他在政治上反對共和國，并逃至法國。他迅速回到在弗朗西斯科·佛朗哥統治下的西班牙國，并加入西班牙法西斯運動長槍黨。1940年，薩瑪蘭奇进入巴塞罗那高等商業研究院深造，战前在实验学院获得的会计师证书在此得到确认。他毕业于德语学院和巴塞罗那高级商业研究院，精通西班牙语、法语、英语、俄语及德语。他父亲给他所灌输的对体育的热情给他带来一系列的影响，引导他在体育组织方面承担起责任。
1943年，他担任西班牙皇家体育俱乐部旱冰球队教练。第一次以斯提克的笔名在《新闻报》上发表快讯；他作為體育記者的短暫生涯結束於當年某次皇家馬德里足球俱樂部以11比1擊敗巴塞羅那足球俱樂部，此后他因為批評皇家馬德里足球俱樂部支持者而被辭退，而後回去參與他的家庭的紡織生意。1946年，薩瑪蘭奇代表西班牙出席在瑞士蒙特勒举行的国际旱冰球联合会大会，国际旱冰球联合会接纳西班牙为会员。1951年起，他兼任西班牙冰球联合会会长。在工作中他给人留下了深刻印象，担任国家滑冰和轮滑冰球协会主席期间，又带队参加了世界锦标赛。1954年，他出任国际旱冰球联合会副主席，又建立西班牙旱冰球协会，并出任主席。同年，他当选巴塞罗那市政府官员，負責體育事務，任職至1961年。
1955年，他当选为巴塞罗那市議會議員，由此進入政壇。他在佛朗哥時期的最後十年，從1967年直至1977年的民主恢復期間是西班牙國會下議院議員。從1967年至1971年，他也擔任體育國家代表（部長），並且從1973年至1977年他是巴塞羅那省代表團（治理委員會）主席。1977年，西班牙與蘇聯及蒙古人民共和国建立外交關係，薩瑪蘭奇立即被任命為西班牙駐這兩個國家的大使——這個職位幫助他在1980年在莫斯科被舉行的國際奧委會主席選舉中獲得東方集團的支持。在獨裁統治最後幾年內，薩馬蘭奇被任命為加泰羅尼亞首領，身著法西斯制服，行納粹軍禮，直到1975年佛朗哥去世。直到1971年時，他還曾向一家當地的報紙表示：「我忠於佛朗哥代表的一切精神。我崇尚法西斯主義運動，毫無疑問，在我的餘生我仍會保持這份忠誠。」
在他在1967年被西班牙國家元首弗朗西斯科·佛朗哥任命為政府體育部長前，他在一些奧林匹克事件中是西班牙隊的外交使團首長。1966年，他当选为国际奥林匹克委员会委员，並接替埃洛拉-奥拉索担任西班牙体育运动委员会主席。隔年，他担任西班牙奧林匹克委員會主席。1974年至1978年，他擔任國際奧委會副主席。

### 國際奧委會主席
在1984年夏季奧林匹克運動會前，薩馬蘭奇在1980年7月15日和18日之間在莫斯科被舉行的第83屆國際奧林匹克委員會全會上被選舉為國際奧林匹克委員會主席。
薩馬蘭奇的一個成就是國際奧委會在1970年代的財務危機中的財務拯救。運動會本身是主辦城市的負擔，以至於好像沒有未來的奧林匹克運動會的主辦者。在薩馬蘭奇時期，國際奧委會修改了它的贊助協議（選擇跟隨全球贊助商而不是允許每個國家聯盟隨本地的一個贊助商），和新的廣播合約，商業化奧林匹克運動會并使它們在經濟上更切實可行。在他的任期內，薩馬蘭奇以大的電視合約和贊助使奧林匹克運動會在財務上變得健康。雖然1984年夏季奧林匹克運動會仍然被東方集團抵制，國際奧委會參與成員國家的數量卻在薩馬蘭奇任期內的每屆運動會上增長。薩馬蘭奇也想要最好的運動員在奧林匹克運動會中競爭，這導致專業運動員的逐漸認可。1989年，薩瑪蘭奇在波多黎各再度当选为国际奥委会主席。1991年，因他對奧林匹克運動的貢獻的讚賞，他被西班牙國王胡安·卡洛斯一世授予萨马兰奇侯爵頭銜。1992年，他主持巴塞罗那第25届奥运会。1993年，在蒙特卡洛三度当选国际奥委会主席。
在每屆夏季奧林匹克運動會閉幕時，薩馬蘭奇發表主席講話，讚揚每屆奧林匹克運動會組織者，誇獎是「歷屆最好的」運動會，這成為他的一個傳統。他只有一次在亞特蘭大的1996年夏季奧林匹克運動會沒有給予這種讚揚，組織受到嚴重批評。
薩馬蘭奇在任主席期間，因發生在國際奧委會內的数起醜聞和腐敗事例被批評。在有關在猶他州鹽湖城被舉行的2002年冬季奧林匹克運動會的賄賂醜聞中，國際奧委會和美國奧委會馬上開始聯合調查，與此同時，此事也引起美國司法部和聯邦調查局的關注，兩者先後介入此事。一個秘密調查開除了數名國際奧委會委員，但薩馬蘭奇被證明沒有做壞事。醜聞的結果是薩馬蘭奇設立了一個委員會調查腐敗，并發動一次申辦過程的改革。
2001年，薩馬蘭奇不再申請主席職位。在莫斯科被舉行的國際奧委會第112次全會上，他由雅克·羅格接任。在此次全會開幕式上，俄羅斯總統弗拉基米爾·普京授予薩馬蘭奇「榮譽勛章」。而後他變為國際奧林匹克委員會終身名譽主席。他任國際奧委會首領时间第二长（21年），任職最長的是皮埃尔·德·顾拜旦（29年）。

### 薩馬蘭奇與中國
1978年，薩馬蘭奇首次访问中國，其後又多次去過中國。他認識到中國在世界事務中的潛力和重要性，因此在1979年中华人民共和国取代中华民国在國際奧委會中的席位後，他大力支持中國在國際奧委會中發揮作用。在1984年举行的洛杉矶奥运会上，萨马兰奇还特地为中国的第一位奥运冠军许海峰颁奖。中国派出了强大的代表团参加第23届奥运会，开赛第一天（7月29日），许海峰就在手枪慢射中获得了一枚金牌。这是那届奥运会的第一枚金牌。而对中国人来说，从1932年中華民国派出第一名运动员刘长春参加奥运会开始，经过半个多世纪的等待，中国人第一次拥有了自己的奥运金牌。萨马兰奇亲自把这枚金牌挂在了许海峰的胸前，这是他在会前做出的许诺，要为中国颁发第一枚金牌。这也是萨马兰奇担任主席后颁发的第一枚夏季奥运会金牌。薩馬蘭奇曾經說過：「我在全世界取得過許多榮譽學位和榮譽稱號，但是最珍惜的是被稱為『中國人民的老朋友』。」
此外，在他的奔走與協調之下，國際奧會與中華奧林匹克委員會簽訂《洛桑協議》，建立「奧會模式」，兩岸體育選手得以同時於1984年洛杉磯奧運出場比賽。為答謝薩瑪蘭奇的貢獻，中華民國總統李登輝於1993年頒授薩瑪蘭奇特种大绶卿云勋章。
薩馬蘭奇退休前的最大心願，就是希望奧運會能在中國舉行。2001年7月13日，北京成功取得2008年夏季奧林匹克運動會的主辦權，為他完成心願。他接受《人民日报》记者采访时表示，要来北京全程参加奥运会，并且认为北京奥运会一定会成功，相信北京奥运会也会为他的奥运事业画上一个圆满句号。中国国家副主席胡锦涛于2001年8月4日下午在北京会见了国际奥委会主席罗格、国际奥委会终身荣誉主席萨马兰奇等国际奥委会贵宾。萨马兰奇也在2008年8月8日以国际奥委会终身名誉主席的身份出席了北京奥运会开幕式。
2012年7月13日，萨马兰奇体育发展基金会在北京正式成立。萨马兰奇体育发展基金会是由萨马兰奇家族发起，在中国民政部注册，并且以中国国家体育总局为业务主管单位的全国性非公募基金会。基金会以推动中国体育文化事业发展，传播奥林匹克理想，促进国际体育文化交流为宗旨。

### 晚年及逝世
薩瑪蘭奇退休後，在馬德里申辦2012年和2016年奧林匹克運動會中仍扮演主要角色，雖然兩次申辦都未成功。
他在1984年加入西班牙最大的儲蓄銀行凱克薩的董事會，并從1987年至1999年擔任董事長。他在1999年退休，至他去世前仍然是名譽董事長。
2010年4月21日，薩馬蘭奇因急性心臟衰竭入院治療，當地時間13點25分因病情危重在巴塞羅那的奎榮醫院內去世，在他去世前他遭受數年疾病困擾。
逝世后，西班牙举国为其举行国葬。作為加泰羅尼亞政府金質獎章的接受者，薩馬蘭奇在加泰羅尼亞政府大廈內接受瞻仰。他的葬禮彌撒在2010年4月22日在聖歐拉利亞大教堂，西班牙王室和奧林匹克運動的代表出席了葬禮彌撒。

## 评价
萨马兰奇用21年的努力，把国际奥林匹克运动变成一个体育、经济、政治等各个领域结合得很完美的世界盛会。萨马兰奇在任期间成功使中国和南非重返奥林匹克大家庭；将奥运会规模不断扩大；让女性更广泛地参与奥运；将奥运会比赛专业化，奥运会已向包括美国NBA在内的职业运动员开放；使得申办奥运会城市大大增加，奥运会的商业赞助和电视转播权费增长惊人。
《今日美国》指出：萨马兰奇，一位看起来十分弱小的西班牙人，他平静，看起来似乎有些无情。他虽然身材弱小，但却成就巨大。《纽约时报》評價他是女性参与奥林匹克運動的「推动者」。 法国《法新社》对萨马兰奇出色的组织能力高度肯定，并引援了前西班牙独裁者弗朗哥将军的话，称其为“20世纪最伟大的政治家之一”。
国际奥委会主席罗格（2001年至2013年任职）评价他说：“萨马兰奇堪称推动奥林匹克运动的建筑师。 ”奥运会冠军塞巴斯蒂安·科：他是我所见过的直觉最敏锐的领导者。国际田联主席迪亚克則說：他精力充沛、充满智慧，天生就是个外交家。

## 家庭
薩馬蘭奇於1955年12月1日娶瑪利亞·特蕾莎·薩利薩奇斯·羅（Maria Teresa Salisachs i Rowe，昵称Bibí，1931年12月26日－2000年9月16日）。她在他出席在悉尼的2000年夏季奧林匹克運動會時在西班牙去世。薩馬蘭奇與妻子育有兩個孩子，他的兒子，胡安·安東尼奧·薩馬蘭奇·薩利薩奇斯（Juan Antonio Samaranch i Salisachs），自2001年以來是國際奧林匹克委員會委員，他的女兒，瑪利亞·特蕾莎·薩馬蘭奇·薩利薩奇斯（Maria Teresa Samaranch i Salisachs），自2005年以來是西班牙冰上體育運動聯盟主席。

## 著作
萨马兰奇在《奥林匹克回忆》中讲述了他领导国际奥委会期间的亲身经历。在回忆录中，萨马兰奇还给读者提供了一个了解奥林匹克内部机制情况的机会，并且以绝对第一手材料讲述了他亲自主持的历届奥运会的幕后每天所发生的一切。记录了他对妻子、家庭的爱以及对运动员的关怀。该书以其丰富内容，真实客观地展示了这位国际奥运强人的人生风采和永恒的奥林匹克精神。

## 荣誉

### 外国勋章奖章
- 特种大绶卿云勋章（中华民国，1993年10月9日于台北总统府颁授[26]）
- 2000年8月2日，国际排联向他颁发了“国际排联金质奖章”，以奖励他为排球运动在世界各地的普及、沙滩排球成为奥运会项目以及越来越多的女性参与排球运动所作出的贡献。
- 2001年7月16日在莫斯科举行的国际奥委会第112次全会上被授予奥林匹克金质勋章。[7]

### 奖项
- 1992年8月，荣获第一届杰西·欧文斯国际奖。
- 1999年12月17日，获得由《奥林匹克杂志》评选的“世纪体育领导人”称号。
- 2000年12月29日，被《中国体育报》评为20世纪体育十大杰出人物之一。
- 2001年1月5日，被德国奥委会期刊《国际体育》评为“二十世纪体育名人”。

### 名誉學位
- 2006年3月23日，浙江大学授予名誉博士学位[27]。

### 纪念
薩瑪蘭奇逝世後，国际奥委会在天津市静海區团泊新城健康产业园设立了萨马兰奇纪念馆。，由時任国际奥委会执行委员、國際拳擊協會主席吳經國创办，是世界唯一一座得到萨马兰奇家族授权和国际奥委会批准的纪念萨马兰奇、传播奥林匹克精神的场馆。萨马兰奇纪念馆整体占地约216亩，建筑面积约1.9万平方米。主体建筑呈现两个圆形交合效果，一是以“8”的形状纪念2008年北京奥运会；二是“S”形状代表萨马兰奇名字“Samaranch”的第一个字母；三是该形状象征着无限发展和永恒之意。建筑采用圆环与环形坡道的造型设计，将两座建筑和3个下沉式庭院有机结合起来，以这5个圆形代表了奥运五环，象征着奥林匹克运动将五大洲团结起来。 